# MusicHound
MusicHound (spesso stilizzato come musicHound) è una serie di guide musicali specifiche per genere, pubblicate negli Stati Uniti da Visible Ink Press tra il 1996 e il 2002. Dopo aver pubblicato undici guide agli album, la serie MusicHound fu venduta alla Music Sales Group con sede a Londra, la cui società Omnibus Press aveva originariamente distribuito i libri al di fuori dell'America. Il fondatore della serie fu Gary Graff, precedentemente critico musicale del Detroit Free Press.
Sottotitolata The Essential Album Guide, ogni pubblicazione conteneva in genere voci che fornivano una panoramica della carriera di un artista e dividevano il suo lavoro in categorie come "cosa acquistare", "cosa c'è dopo", "cosa evitare" e "che vale la pena cercare". Tra le guide agli album di MusicHound c'erano titoli dedicati al rock, al blues, alla musica classica, al jazz, alla world music, allo swing e alle colonne sonore. Seguendo l'analogia canina del titolo della serie (hound significa "segugio"), gli album venivano classificati secondo un sistema di valutazione "a ossa": cinque ossa costituivano il punteggio più alto, un "woof!" in grassetto, significava "cibo per cani".

## MusicHound Rock: The Essential Album Guide
Curato da Gary Graff e pubblicato nel 1996, MusicHound Rock è stata la prima guida della serie. Un'edizione riveduta è apparsa nel 1999, co-curata da Graff e Daniel Durchholz. Tra i recensori della guida c'erano i critici musicali statunitensi Joel Selvin (San Francisco Chronicle), Mark J. Petracca (Creem), Greg Kot (Chicago Tribune, Rolling Stone), Brian Mansfield (USA Today), Thor Christensen (Dallas Morning News, Spin) e Roger Catlin (Hartford Courant). Altri collaboratori includevano: Gary Pig Gold, che ha continuato a lavorare su sei successive guide MusicHound; Grant Alden e Peter Blackstock, co-fondatori e redattori della rivista No Depression; l'editore di The Big Takeover Jack Rabid, che aveva precedentemente scritto per la guida ai dischi della Trouser Press; l'editore di Guitar World Alan Paul; e Anders Wright, redattore di notizie del sito web musicale Wall of Sound. Nel 1996, il libro conteneva voci per circa 2500 artisti; in questa prima edizione, i revisori ritennero che 541 album meritassero una valutazione di cinque ossa.
L'edizione del 1999 uscì con un CD, prodotto dalla Capitol Records, e presentava la domanda a vari musicisti famosi "Quale album ti ha cambiato la vita?". Tra gli ultimi collaboratori c'erano i seguenti: Joan Baez, Peter Buck, Adam Clayton, Phil Collins, Jakob Dylan, Ben Harper, Mickey Hart, Lenny Kravitz, Simon Le Bon, Stevie Nicks, Lou Reed, Robbie Robertson, Gene Simmons, Patti Smith, Paul Stanley, Sting e Pete Townshend. La prefazione del libro fu scritta da Doug Fieger, cantante e chitarrista del gruppo The Knack. Scrivendo sul The Riverfront Times nel luglio 1999, Jason Toon notò "alcuni elementi unici" che la guida offriva - come i dettagli sulle principali influenze di ogni artista e chi a loro volta avevano influenzato - mentre confrontava MusicHound Rock con le opere di riferimento di Penguin, Rough Guide e AllMusic .

## Altre pubblicazioni
MusicHound Classical: The Essential Album Guide (1996)
A cura di Garaud Mactaggart
MusicHound Country: The Essential Album Guide (1997)
A cura di Brian Mansfield e Gary Graff
MusicHound Blues: The Essential Album Guide (1998)
A cura di Leland Rucker; prefazione di Al Kooper
MusicHound Folk: The Essential Album Guide (1998)
A cura di Neal Walters e Brian Mansfield; prefazione di Mark Moss 
MusicHound R&B: The Essential Album Guide (1998) 
A cura di Gary Graff, Josh Freedom du Lac e Jim McFarlin
MusicHound Jazz: The Essential Album Guide (1998) 
A cura di Steve Holtje e Nancy Ann Lee
MusicHound Lounge: The Essential Album Guide to Martini Music and Easy Listening (1998)
A cura di Steve Knopper
MusicaHound Swing!: The Essential Album Guide (1999) 
A cura di Steve Knopper
MusicHound Soundtracks: The Essential Album Guide to Film, Television and Stage Music (1999)
A cura di Didier C. Deutsch; prefazioni di Lukas Kendall e Julia Michels 
MusicHound World: The Essential Album Guide (2000)
A cura di Adam McGovern; prefazioni di David Byrne e Angélique Kidjo 